# Graham Nishikawa
Graham Nishikawa (* 19. November 1983 in Whitehorse) ist ein ehemaliger kanadischer Skilangläufer.

## Werdegang
Nishikawa, der für den Whitehorse Cross Country Ski Club startete, nahm von 2004 bis 2022 vorwiegend am Nor-Am Cup teil. Dabei holte er 20 Siege und errang in der Saison 2007/08, 2009/10 und 2012/13 jeweils den zweiten Platz in der Gesamtwertung. In der Saison 2008/09, 2010/11 und 2013/14 gewann er die Gesamtwertung. Bei den Nordischen Junioren-Skiweltmeisterschaften 2003 in Sollefteå belegte er den 52. Platz über 10 km klassisch und den 33. Rang im Sprint. Im Dezember 2005 debütierte er in Vernon im Skilanglauf-Weltcup und errang dabei den 59. Platz im Sprint und den 48. Platz im Skiathlon. Seine ersten Weltcuppunkte holte er im Januar 2009 in Vancouver mit dem 26. Platz im Skiathlon. Im Dezember 2012 erreichte er in Canmore mit dem 15. Platz im Skiathlon seine beste Einzelplatzierung im Weltcup. Bei den nordischen Skiweltmeisterschaften 2013 im Fleimstal kam er auf den 51. Platz im Skiathlon, auf den 48. Rang im 50-km-Massenstartrennen und auf den 39. Platz über 15 km Freistil. Im März 2014 wurde er in Corner Brook kanadischer Meister im Sprint.

## Siege bei Continental-Cup-Rennen
| Nr. | Datum                | Ort          | Disziplin                  | Serie      |
| --- | -------------------- | ------------ | -------------------------- | ---------- |
| 1.  | 8. Januar 2006       | Val Cartier  | 20 km Skiathlon            | Nor-Am Cup |
| 2.  | 15. Dezember 2007    | Val Cartier  | 15 km Skiathlon            | Nor-Am Cup |
| 3.  | 21. Dezember 2008    | Duntroon     | 30 km Freistil Mst.        | Nor-Am Cup |
| 4.  | 5. Januar 2009       | Canmore      | 30 km Skiathlon            | Nor-Am Cup |
| 5.  | 30. Januar 2010      | Cantley      | 10 km Freistil             | Nor-Am Cup |
| 6.  | 31. Januar 2010      | Cantley      | 30 km klassisch Mst.       | Nor-Am Cup |
| 7.  | 28. Januar 2011      | Mont-Orford  | 4 km klassisch             | Nor-Am Cup |
| 8.  | 29. Januar 2011      | Mont-Orford  | 10 km klassisch            | Nor-Am Cup |
| 9.  | 30. Januar 2011      | Mont-Orford  | 20 km Freistil Verfolgung  | Nor-Am Cup |
| 10. | 28.–30. Januar 2011  | Mont-Orford  | Gesamtwertung Minitour     | Nor-Am Cup |
| 11. | 11. Februar 2011     | Cantley      | 3,3 km Freistil            | Nor-Am Cup |
| 12. | 13. Februar 2011     | Cantley      | 30 km klassisch Verfolgung | Nor-Am Cup |
| 13. | 11.–13. Februar 2011 | Cantley      | Gesamtwertung Minitour     | Nor-Am Cup |
| 14. | 22. Januar 2012      | Canmore      | 15 km Freistil Verfolgung  | Nor-Am Cup |
| 15. | 9. Dezember 2012     | Vernon       | 15 km Freistil             | Nor-Am Cup |
| 16. | 3. Januar 2013       | Thunder Bay  | 30 km Skiathlon            | Nor-Am Cup |
| 17. | 27. Januar 2013      | Duntroon     | 15 km Freistil             | Nor-Am Cup |
| 18. | 1. Februar 2014      | Cantley      | 15 km Freistil             | Nor-Am Cup |
| 19. | 2. Februar 2014      | Cantley      | 20 km klassisch Mst.       | Nor-Am Cup |
| 20. | 20. März 2014        | Corner Brook | Sprint klassisch 1         | Nor-Am Cup |